# Aglaoapis alata
Aglaoapis alata là một loài Hymenoptera trong họ Megachilidae. Loài này được Michener mô tả khoa học năm 1995.